# Michael J. Irwin
Pour les articles homonymes, voir Irwin.
Michael Irwin est le directeur de la division relevés astronomiques de l'Université de Cambridge et un des découvreurs de la galaxie naine de la Baleine et de la galaxie naine elliptique du Sagitaire,,,.

## Recherches
Irwin est connu dans le monde entier pour son rôle de leader dans le traitement digital des données numériques optiques et infra-rouge issues des relevés astronomiques. À l'heure actuelle ses efforts dans le traitement digital des données a été exploité par le Télescope infrarouge du Royaume-Uni. Il a également co-découvert (15810) Arawn, un objet transneptunien quasi-satellite de Pluton.

## Distinctions
En 2012, la Royal Astronomical Society a récompensé le Dr. Irwin en lui attribuant la Médaille Herschel 2012, qui reconnaît ses recherches et de son grand mérite dans le domaine de l'astrophysique observationnelle. Mike Irwin est aussi un contributeur de presse scientifique, il a écrit et a aidé à la rédaction de plusieurs livres spécialisés.

## Astéroïdes découverts
| (8012) 1990 HO3                                                                        | 29 avril 1990     | [A]     |
| (8361) 1990 JN1                                                                        | 1er mai 1990      | [A]     |
| (15810) Arawn                                                                          | 12 mai 1994       | [A]     |
| (16684) 1994 JQ1                                                                       | 11 mai 1994       | [A]     |
| (19299) 1996 SZ4                                                                       | 16 septembre 1996 | [B],[C] |
| (48443) 1990 HY5                                                                       | 29 avril 1990     | [A]     |
| (58165) 1990 HQ5                                                                       | 29 avril 1990     | [A]     |
| (73682) 1990 HU5                                                                       | 29 avril 1990     | [A]     |
| Co-découvertes faites avec : (A) Anna N. Żytkow (B) Alan Fitzsimmons (C) Iwan Williams |                   |         |